# Саяхат (автовокзал)
Международный автовокзал «Саяхат» — автовокзал в Алма-Ате, расположенный по адресу ул. Суюнбая 15.

## История
В 1967 году было открыто здание первого стационарного автовокзала в Алма-Ате. В автовокзальном здании Саяхата был расположен зал ожидания, кассы продажи билетов, а также служебные помещения (диспетчерская). Рядом со зданием автовокзала была построена башня с часами.
К 1980 году к автовокзалу было приписано порядка 500 автобусов.
В 2008 году было снесено историческое здание автовокзала Саяхат. На его месте планировалось строительство нового современного транспортного комплекса. В период с 2008 по 2010 год было выкуплено 4 из 5 гектар земли, предусмотренные для строительства. Однако по состоянию на 2018 год не был разработан даже эскизный вариант проекта нового здания.
В 2014 году началась разработка новой транспортной программы развития города. В рамках неё планировалось строительство трёх новых автовокзалов — Северного, Восточного и Западного. При этом, для разгрузки транспортных потоков в центре города планировалось закрытие автовокзалов Сайран и Саяхат.
В 2018 году Департаментом по ЧС Алма-Аты автовокзал был признан небезопасным местом. В этом же году начался снос незаконного рынка у автовокзала и планирование строительства нового здания автостанции.

## Маршрутная сеть
Наиболее востребованными маршрутами автовокзала являются такие направления, как Сарыозек, Чунджа, Чилик, Туганбай, Уштобе, Капшагай, Алексеевка, Текели, Жалгомыс.